# Place André Duchêne

La place André Duchêne (en néerlandais : André Duchêneplein) est une place bruxelloise de la commune d'Auderghem, située au croisement de trois voies existantes : l'avenue des Héros, la rue Antonius Dewinter et l'avenue Jean Van Horenbeeck.

## Historique
Le 2 février 1962, le conseil communal décida de donner à cette place, le nom d'André Duchêne, douzième bourgmestre d'Auderghem . 
Il devint, en 1936, le premier directeur de la nouvelle école du Transvaal, située juste en face de la petite plaine à laquelle il a donné son nom.